# 81 Geminorum
Désignations
81 Geminorum (en abrégé 81 Gem) est une étoile binaire de la constellation zodiacale des Gémeaux. Elle porte également la désignation de Bayer de g Geminorum, 81 Geminorum étant sa désignation de Flamsteed. Elle est visible à l'œil nu avec une magnitude apparente de 4,88. D'après la mesure de sa parallaxe annuelle par le satellite Gaia, le système est distant d'environ 95 pc (∼310 al) de la Terre. Il s'éloigne actuellement du Système solaire à une vitesse radiale de +83 km/s, et il s'en était rapproché jusqu'à une distance minimale d'environ 50,15 pc (∼164 al) il y a près d'un million d'années. L'étoile est assez proche de l'écliptique pour être sujette à des occultations lunaires,.
81 Geminorum est une binaire spectroscopique à raies simples avec une période orbitale d'environ 1 520 jours (4,2 ans) et avec une excentricité de 0,325. Sa vitesse radiale variable a été d'abord suspectée à l'observatoire astrophysique du Dominion en 1921, avant d'être confirmée à l'observatoire Lick en 1922. Sa composante visible est une étoile géante rouge évoluée de type spectral K4 III. Son âge est estimé à plus de six milliard d'années et elle est 1,22 fois plus massive que le Soleil. C'est une étoile enrichie en éléments du processus α candidate, montrant une surabondance significative en silicium. Son rayon est 34 fois plus grand que le rayon solaire, elle est autour de 288 fois plus lumineuse que le Soleil et sa température de surface est de 4 095 K.